# Янби-Ийский автономный уезд
Янби-Ийский автономный уезд (кит. упр. 漾濞彝族自治县, пиньинь Yàngbì Yízú zìzhìxiàn) — автономный уезд Дали-Байского автономного округа провинции Юньнань (КНР).

## История
В 1912 году был создан уезд Янби (漾濞县).
После вхождения провинции Юньнань в состав КНР в 1950 году был образован Специальный район Дали (大理专区), и уезд вошёл в его состав.
Постановлением Госсовета КНР от 16 ноября 1956 года Специальный район Дали был преобразован в Дали-Байский автономный округ.
В сентябре 1960 года город Сягуань и уезды Дали, Фэнъи и Янби были объединены в городской уезд Дали. В марте 1962 года из городского уезда Дали был вновь выделен город Сягуань, а остальная территория (земли бывших трёх уездов) стала уездом Дали. В октябре 1962 года из уезда Дали был вновь выделен уезд Янби.
Постановлением Госсовета КНР от 11 июня 1985 года уезд Янби был преобразован в Янби-Ийский автономный уезд.

## Административное деление
Уезд делится на 4 посёлка и 5 волостей.